# Jordi Montañez
Jordi Montañez (Barcelona, 11 de juny de 1985) és un músic i cantautor català, que forma part de l'actual escena de cançó en llengua catalana. Montañez ha editat dues maquetes i quatre treballs discogràfics.
Ha editat un disc digital en directe. També ha participat en el Tribut de Sorra i fulles al poeta Miquel Martí i Pol tot musicant el poema Romanço, i a l'homenatge a Quico Pi de la Serra Si els fills de puta volessin... el Quico es faria caçador' (BarnaSants, 2014) amb la cançó 'Sento el vent'. El 2014 també va participar en l'homenatge a Joan Pau Giné Canten Giné (Adiu ça va?, 2014) amb la cançó 'Els teus dies'. Va participar al recopilatori benèfic Canciones contra el hambre.
Des de la seva formació l'any 2012 forma part del col·lectiu La Cançó Necessària, amb Pau Alabajos, Cesk Freixas, Meritxell Gené, Josep Romeu i Andreu Valor, per fer visible l'escena de la cançó compromesa als Països Catalans. Fou donat a conèixer amb la lectura del manifest homònim a Petra (Mallorca) l'1 de febrer de 2013 en l'acte de presentació de la campanya Som Països Catalans.[23]

## Discografia
- 2009: maqueta (autoedició)
- 2010: 2a maqueta] (autoedició)
- 2011: Dolça Victòria (Temps Record)
- 2011: Tribut de Sorra i fulles amb la cançó Romanço (Editorial Mediterrània)
- 2013: Cançons d'ara (Mésdemil)
- 2015: Anòxia (Satélite K)
- 2017: Anòxia. Live at Beatgarden (Satélite K)
- 2020: Minsk · Praga · Budapest (Satélite K)
- 2022: Dolça victòria. 10 anys (Satélite K)
- 2023: El vent, la neu, la boira. Montañez canta Vallverdú (KZoo Music)

## Reconeixements
- 2016: Guanyador del Premi Millor cançó català en el XVIII Certamen Joves Cantautors d'Elx amb la cançó 'Diamant 232'[10]
- 2023: Finalista al Certamen Terra i Cultura 2023 amb la cançó 'Rostoll'[11]